# Adelberts prieelvogel
Adelberts prieelvogel (Sericulus bakeri) is een zangvogel uit de familie Ptilonorhynchidae (prieelvogels).

## Verspreiding en leefgebied
Deze soort komt voor in het Adelbert gebergte in het noordoosten van Nieuw-Guinea.

## Status
De grootte van de populatie is in 2016 geschat op 2500-10.000 volwassen vogels. Op de Rode lijst van de IUCN heeft deze soort de status gevoelig.